# Expedição 16
Expedição 16 foi a décima-sexta expedição humana de longa permanência na Estação Espacial Internacional. Os primeiros membros foram Yuri Malenchenko e Peggy Whitson, que partiram em 10 de outubro de 2007 a bordo da nave Soyuz TMA-11 juntos com o viajante espacial Sheikh Muszaphar Shukor, o primeiro astronauta da Malásia. Iniciando-se oficialmente em 21 de outubro, ela encerrou-se em 19 de abril de 2008 com a desaclopagem da TMA-11, que trouxe seus integrantes de volta à Terra.
O engenheiro de voo Clayton Anderson não aterrissou na cápsula Soyuz TMA-10, e foi considerado parte da Expedição 16 até à chegada da missão STS-120. A missão STS-120 foi lançada em 23 de outubro e atracou na estação dois dias depois, quando então ocorreu a troca entre Anderson e o novo engenheiro de voo, o astronauta Daniel Tani. Após a acoplagem do ônibus espacial, foi feito o ajuste dos assentos na cápsula Soyuz para o perfil de Tani e Anderson tornou-se membro da tripulação da missão STS-120. O francês Léopold Eyharts, que veio a bordo da missão STS-122, juntou-se à Expedição 16 em 9 de fevereiro de 2008, sucedendo Tani. A tripulação também recebeu posteriormente Garrett Reisman, que chegou através do ônibus espacial Endeavour na missão STS-123 em 11 de março de 2008 sucedendo Eyharts. Após esta expedição Reisman continuou na Estação como parte da Expedição 17.
O retorno dos dois principais membros da Expedição 16 (junto com a primeira astronauta da Coreia, Yi So-yeon) na cápsula Soyuz TMA-11, foi arriscado. Devido a uma falha, a espaçonave fez uma reentrada na atmosfera através de uma trajetória balística. Como resultado disso, a tripulação foi exposta a forças equivalente a 10 G, aterrissando 418 km a oeste do local previsto, mas sem danos físicos aos tripulantes.

## Tripulação
| Posição             | Primeira parte (Outubro de 2007) | Segunda parte (Outubro de 2007 até fevereiro de 2008) | Terceira parte (Fevereiro até março de 2008) | Quarta parte (Março até abril de 2008) |
| ------------------- | -------------------------------- | ----------------------------------------------------- | -------------------------------------------- | -------------------------------------- |
| Comandante          | Peggy Whitson                    | Peggy Whitson                                         | Peggy Whitson                                | Peggy Whitson                          |
| Engenheiro de voo 1 | Yuri Malenchenko                 | Yuri Malenchenko                                      | Yuri Malenchenko                             | Yuri Malenchenko                       |
| Engenheiro de voo 2 | Clayton Anderson                 | Daniel Tani                                           | Léopold Eyharts                              | Garrett Reisman                        |

## Missão
A Expedição 16 foi a primeira a incorporar dois astronautas que já haviam participado de expedições anteriores e a primeira vez que um ex-comandante (Malenchenko) retorna como engenheiro de voo. A astronauta Peggy Whitson foi a primeira mulher a comandar a ISS e com a missão STS-120 Discovery, que acoplou-se a ISS, comandada por Pamela Melroy, esta foi a primeira vez que duas mulheres estiveram no espaço ao mesmo tempo no comando de suas espaçonaves. Durante a permanência da Discovery atracada à estação, o astronauta italiano Paolo Nespoli, um de seus integrantes, realizou a missão Esperia, um conjunto de experiências em benefício da comunidade científica europeia.
O principal objetivo desta missão foi a instalação do módulo Harmony na estação, transportado até ela no depósito de carga do ônibus espacial Discovery. A acoplagem foi feita com sucesso no dia 25 de outubro, numa localização temporária no módulo Unity. O novo módulo aumentou o espaço de uso dentro da ISS em 73 m³. As duas tripulações, da estação e da Discovery, também moveram o truss P6 (uma seção do esqueleto estrutural da estação) do topo da ISS para sua posição final ao lado do porto de acoplagem, durante uma das caminhadas espaciais. Após a partida da Discovery, uma série de caminhadas espaciais e atividades robóticas foram realizadas para mover o adaptador pressurizado de acoplagem do laboratório Destiny para o Harmony, recém-instalado.
Esta expedição recebeu o primeiro ATV europeu, o Jules Verne, a visita de mais duas missões do ônibus espacial, a STS-122 Atlantis e a STS-123 Endeavour e teve a presença na ISS da primeira astronauta coreana, Yi So-yeon, por uma semana, transportada até  ela na nave russa Soyuz TMA-12.
Entre as centenas de experiências científicas feitas a bordo, destacam-se 26 experimentos nas áreas de educação, medicina, tecnologia espacial, ciência da vida, medições solares e testes físicos, num trabalho criado e acompanhado por mais de cem cientistas na Terra. Experiências no campo da Tribologia também foram realizadas. Esta foi também a primeira vez que imagens das atividades na estação foram mostradas pela NASA TV em formato digital.

#### Atividades Extra-Veiculares - AEV
- AEV 1: 9 de Novembro de 2007 - Whitson/ Malenchenko: 6h 55min
- AEV 2: 20 de Novembro de 2007 - Whitson/Tani: 7h 16min
- AEV 3: 24 de Novembro de 2007 - Whitson/Tani: 7h 04min
- AEV 4: 18 de Dezembro de 2007 - Whitson/Tani: 6h 56min
- AEV 5: 30 de Janeiro de 2008 - Whitson/Tani: 7h 10 min
- Tempo Total da Expedição 16: 35 horas, 21 minutos.[13]

## Galeria

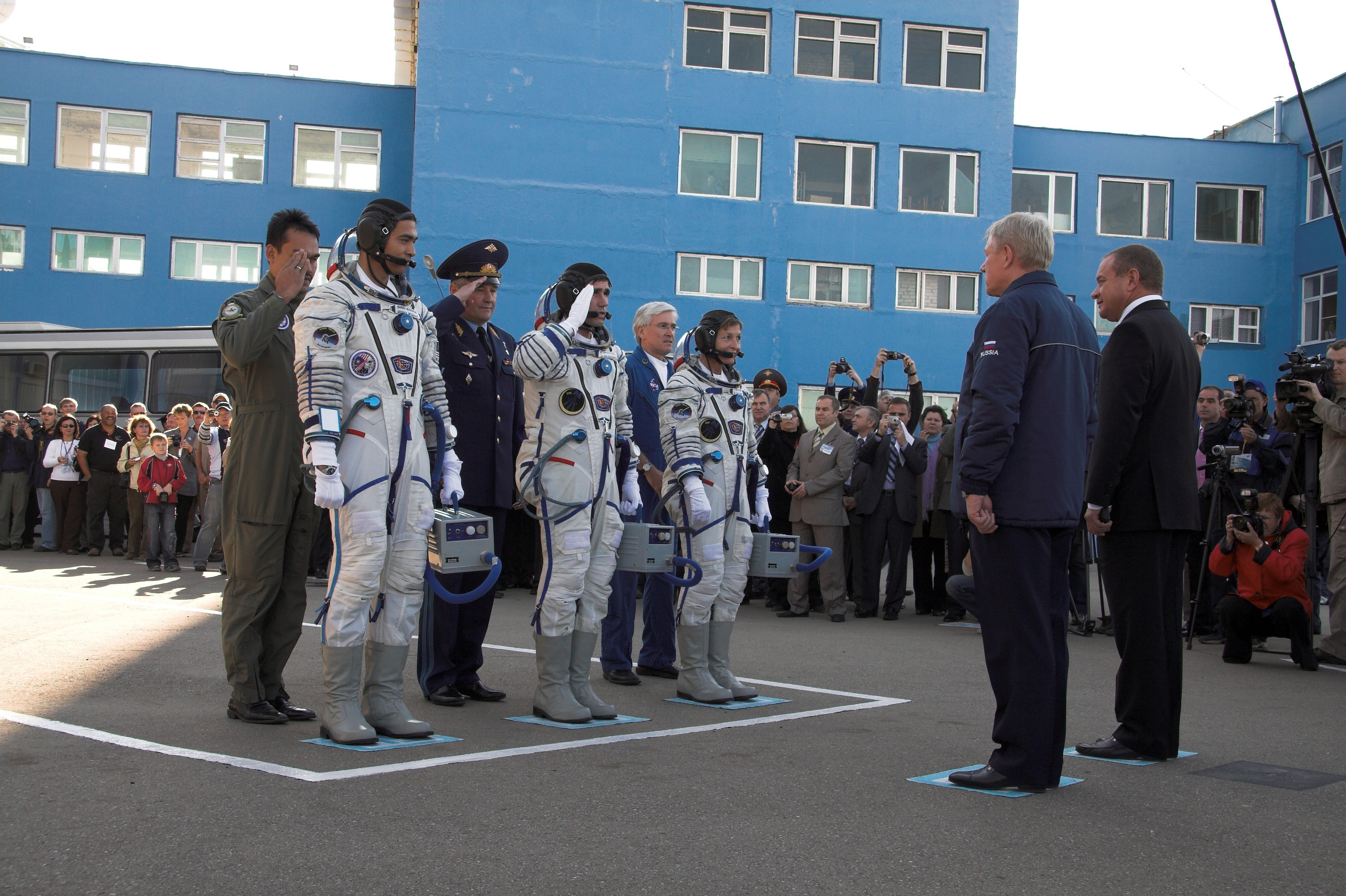
Os tripulantes da Soyuz TMA-11, que integraram a Expedição, na cerimônia de despedida em Baikonur.
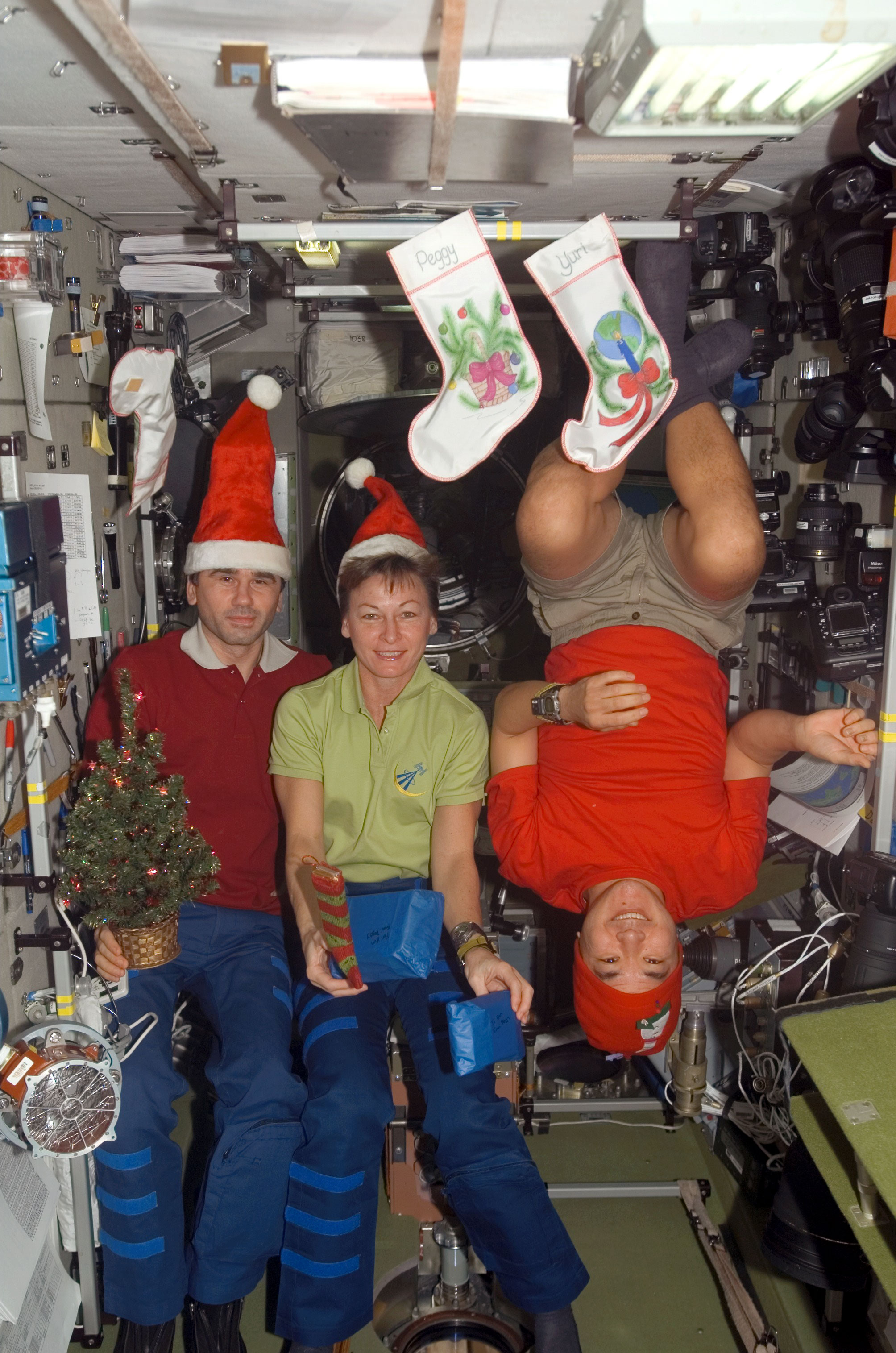
Tripulantes posando para uma foto de Natal no módulo Zvezda.
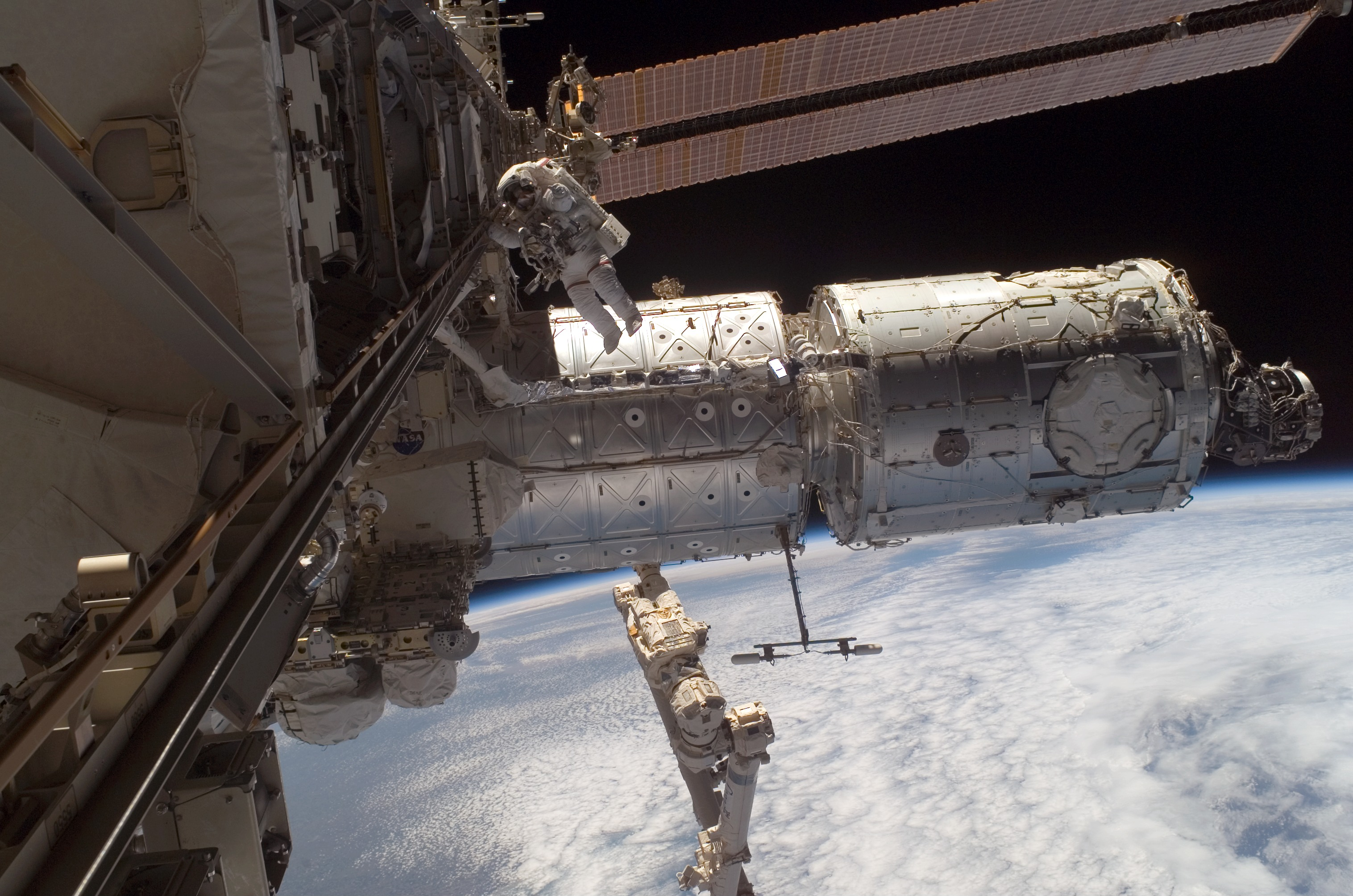
Astronauta Peggy Whitson em atividade extraveicular para instalação do módulo Harmony.
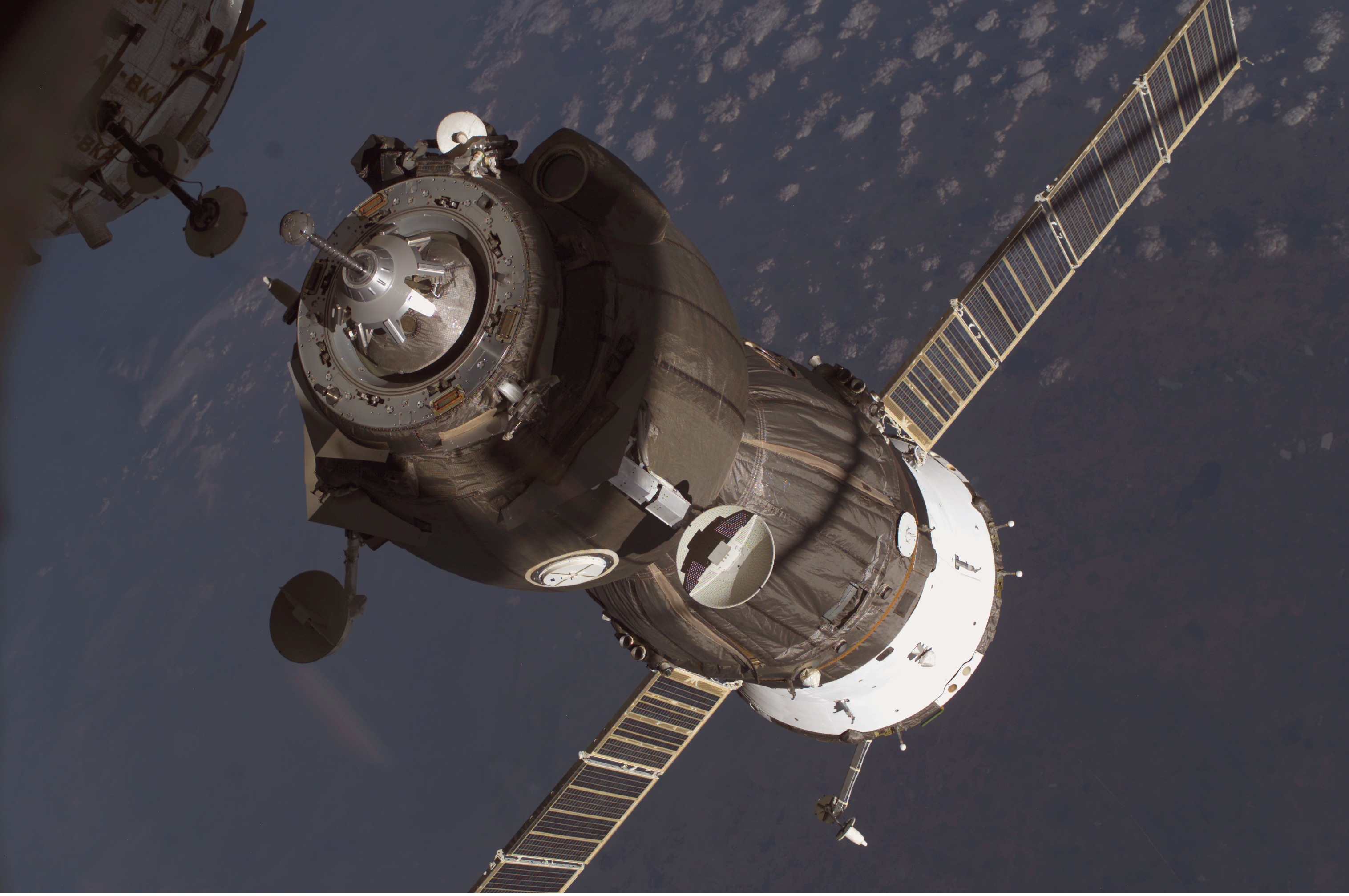
A Soyuz TMA-12 levando a astronauta coreana Yi So-yeon acopla na ISS.
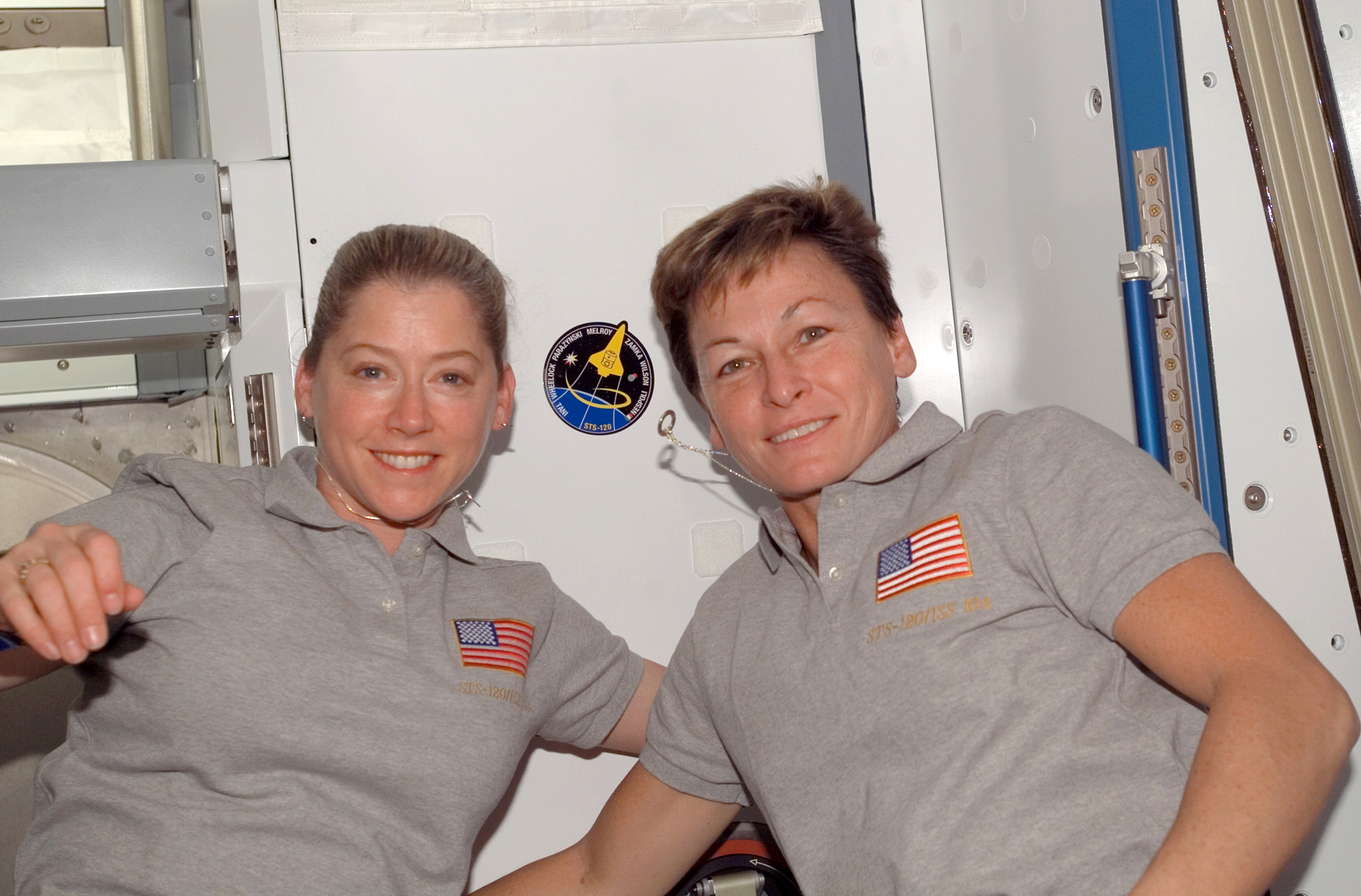
Duas comandantes mulheres no espaço pela primeira vez:  Pamela Melroy e Peggy Whitson.
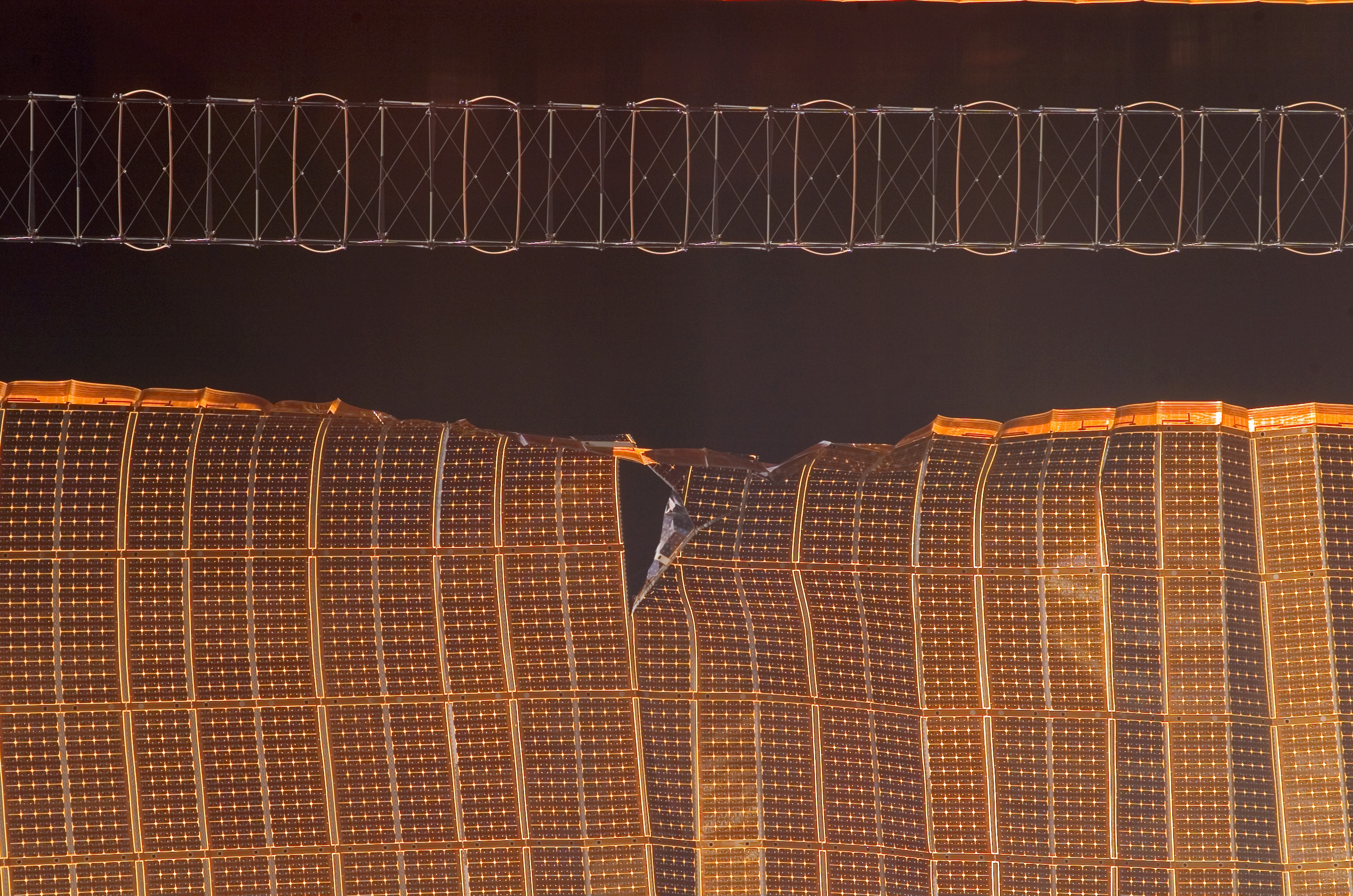
Um dano nos painéis solares da ISS fotografado durante a Expedição.